# Caradrina flava
Caradrina flava is een vlinder uit de familie uilen (Noctuidae). De wetenschappelijke naam is voor het eerst geldig gepubliceerd in 1876 door Oberthur.
De soort komt voor in Europa.